# Eninmar
Eninmar era una ciutat estat de Mesopotàmia, de situació no establerta, però a la vora o propera al Tigris, segurament entre Larsa i Lagaix.
És coneguda perquè Sargon d'Accad la va conquerir cap al 2330 aC probablement en l'inici de la campanya contra els regnes elamites.
Sargon va perseguir Lugal-Zage-Si, rei de la dinastia d'Uruk, al que va vèncer i va fer presoner. La narració que es conserva explica que Sargon es va convertir en rei del territori de Sumer, o sigui d'Uruk, Ur, Eninmar, Lagaix i Umma.